# Потенца
За провинцията вижте Потенца (провинция).
Потѐнца (на италиански: Potenza) е град и община в Южна Италия, административен център на провинция Потенца и столица на регион Базиликата. Разположен е на 820 m надморска височина. Населението на града е 68 531 души (към март 2010).